# Japon aux Jeux olympiques d'été de 1968
 (juin 2021).
Si vous disposez d'ouvrages ou d'articles de référence ou si vous connaissez des sites web de qualité traitant du thème abordé ici, merci de compléter l'article en donnant les références utiles à sa vérifiabilité et en les liant à la section « Notes et références ».
Le Japon participe aux Jeux olympiques d'été de 1968 à Mexico au Mexique. 171 athlètes japonais, dont vingt-cinq femmes, ont participé à 97 compétitions dans dix-huit sports. Ils y ont obtenu vingt-cinq médailles : onze d'or, sept d'argent et sept de bronze.

## Médailles
| Médaille | Discipline    | Épreuve                                       | Athlète | Performance | Date |
| -------- | ------------- | --------------------------------------------- | --- | ----------- | ---- |
| Or       | Gymnastique   | Concours par équipes                          | Yukio Endō Takeshi Katō Akinori Nakayama Sawao Katō Mitsuo Tsukahara Eizō Kenmotsu |             |      |
| Or       | Gymnastique   | Concours général individuel hommes            | Sawao Katō |             |      |
| Or       | Gymnastique   | Sol hommes                                    | Sawao Katō |             |      |
| Or       | Gymnastique   | Anneaux hommes                                | Akinori Nakayama |             |      |
| Or       | Gymnastique   | Barres parallèles hommes                      | Akinori Nakayama |             |      |
| Or       | Gymnastique   | Sol hommes                                    | Akinori Nakayama |             |      |
| Or       | Lutte         | Lutte gréco-romaine - Poids plume, 63 – 70 kg | Muneji Munemura |             |      |
| Or       | Lutte         | Lutte libre - Poids mouche - 52 kg            | Shigeo Nakata |             |      |
| Or       | Lutte         | Lutte libre - Poids coq, 52 – 57 kg           | Yojiro Uetake |             |      |
| Or       | Lutte         | Lutte libre - Poids plume, 57 – 63 kg         | Masaaki Kaneko |             |      |
| Or       | Haltérophilie | 56–60 kg                                      | Yoshinobu Miyake |             |      |
| Argent   | Athlétisme    | Marathon                                      | Kenji Kimihara |             |      |
| Argent   | Gymnastique   | Barre fixe hommes                             | Akinori Nakayama |             |      |
| Argent   | Gymnastique   | Saut hommes                                   | Yukio Endō |             |      |
| Argent   | Haltérophilie | 67,5–75 kg                                    | Masashi Ohuchi |             |      |
| Argent   | Volley-ball   | Hommes                                        | Masayuki Minami Katsutoshi Nekoda Mamoru Shiragami Isao Koizumi Kenji Kimura Yasuaki Mitsumori Naohiro Ikeda Jungo Morita Tadayoshi Yokota Seiji Oko Tetsuo Satō Kenji Shimaoka |             |      |
| Argent   | Volley-ball   | Femmes                                        | Setsuko Yoshida Suzue Takayama Toyoko Iwahara Youko Kasahara Aiko Onozawa Yukiyo Kojima Sachiko Fukunaka Kunie Shishikura Setsuko Inoue Sumie Oinuma Makiko Furukawa Keiko Hama |             |      |
| Argent   | Lutte         | Lutte gréco-romaine - Poids plume, 57 – 63 kg | Hideo Fujimoto |             |      |
| Bronze   | Gymnastique   | Concours général individuel hommes            | Akinori Nakayama |             |      |
| Bronze   | Gymnastique   | Sol hommes                                    | Takeshi Katō |             |      |
| Bronze   | Gymnastique   | Anneaux hommes                                | Sawao Katō |             |      |
| Bronze   | Gymnastique   | Barre fixe hommes                             | Eizō Kenmotsu |             |      |
| Bronze   | Haltérophilie | 56–60 kg                                      | Yoshiyuki Miyake |             |      |
| Bronze   | Football      | Hommes                                        | Kenzo Yokoyama Hiroshi Katayama Masakatsu Miyamoto Yoshitada Yamaguchi Mitsuo Kamata Ryozo Suzuki Kiyoshi Tomizawa Takaji Mori Aritatsu Ogi Eizo Yuguchi Shigeo Yaegashi Teruki Miyamoto Masashi Watanabe Yasuyuki Kuwahara Kunishige Kamamoto Ikuo Matsumoto Ryuichi Sugiyama Masahiro Hamazaki |             |      |
| Bronze   | Boxe          | Poids coqs (-54 kg)                           | Eiji Morioka |             |      |